# Лівай Гілл
Лівай Л. Гілл (англ. Levi L. Hill; 26 лютого 1816 — 9 лютого 1865) — пастор баптистської громади міста Вест Кілл (англ. West Kill; округ Грін, штат Нью-Йорк, США), який розробив, за власним твердженням, перший в історії кольоровий фотографічний процес (1850).

## Геліохромія
Гілл назвав свій метод «геліохромією» (англ. Heliochromy, від дав.-гр. Ἠέλιος — Сонце і χρῶμα — колір). Попри те, що самого Гілла більшість експертів вважали шахраєм, а його знімки-«гіллотипи» (англ. Hillotypes) — розфарбованими вручну дагеротипами, творець геліохромії мав підтримку з боку деяких авторитетних представників наукової спільноти — зокрема, винахідника телеграфу Семюела Морзе. 1853 року Гілл, який навмисно не розкривав подробиць свого процесу, спробував запатентувати геліохромний метод (заявивши, що після отримання патенту поділиться своєю технологією з будь-ким охочим — «за розумну ціну»), але отримав відмову. 1855 року, після раптової смерті своєї дружини та колеги-фотодослідниці Еммелін, Гілл залишив заняття фотографією, однак 1856 року видав «Трактат про геліохромію» (англ. A Treatise on Heliochromy), що містив докладний опис розробленого ним процесу. Суперечки громадськості про справжність винаходу призвели до того, що книгу заборонили, а нерозпроданий тираж знищили.
Постійний контакт зі шкідливими реактивами позначився на здоров'ї Гілла і наблизив його смерть 1865 року.

## Офіційна першість
Ні за життя, ні після смерті Гілла, аж до 1980-их років, його роботи не мали визнання фахівців.
Першу офіційно визнану достовірну кольорову фотографічну проєкцію («тартанову стрічку») продемонстрував 1861 року британський фізик Джеймс Клерк Максвелл.
Перші офіційно визнані достовірні кольорові фотографії, закріплені на матеріальному носії, створили французькі винахідники Луї Артюр Дюко дю Орон і Шарль Кро наприкінці 1860-х років — майже за двадцять років після відкриття Гілла.

## Експертиза
1981 року історик фотографії професор Джозеф Будро (англ. Joseph Boudreau), відновивши і вдосконаливши архаїчний фотографічний процес за описом, наведеним у трактаті Гілла, отримав — виключно завдяки впливу світла, без додання барвників або пігментів — гіллотипи, на яких чітко розрізнялися червоний, зелений, синій, жовтий, пурпурний і помаранчевий кольори.

Фізико-хімічний аналіз робіт Хілла, який 2007 року провели старший науковий співробітник Інституту охорони історичних пам'яток Ґетті Дьюсен Стьюлік (англ. Dusan Stulik) та Арт Каплан (англ. Art Kaplan) на замовлення Національного музею американської історії у складі Смітсонівського інституту, показав, що Гілл, намагаючись надати своїм знімкам природного колориту, справді ретушував їх вручну — проте деякі кольори (червоний і синій) безсумнівно були на оригінальних гіллотипах. За словами Стьюліка, «через наполегливі вимоги відтворити додаткові кольори <…> Гілл почав вручну наносити додаткові пігменти на свої кольорові пластини, підправляючи їх так, щоб вони виглядали барвистішими, ніж оригінали».

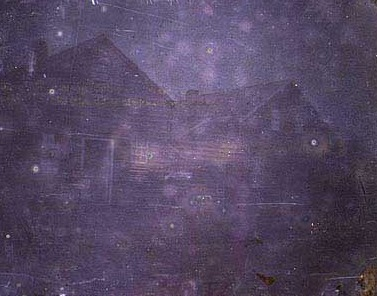
Без назви. Близько 1850 року
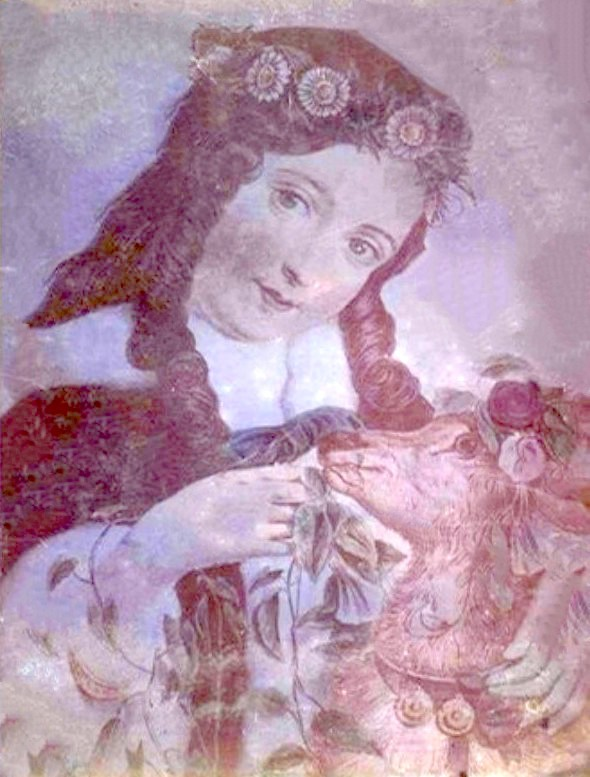
Без назви (за малюнком чи естампом). Між 1851 та 1856 роком
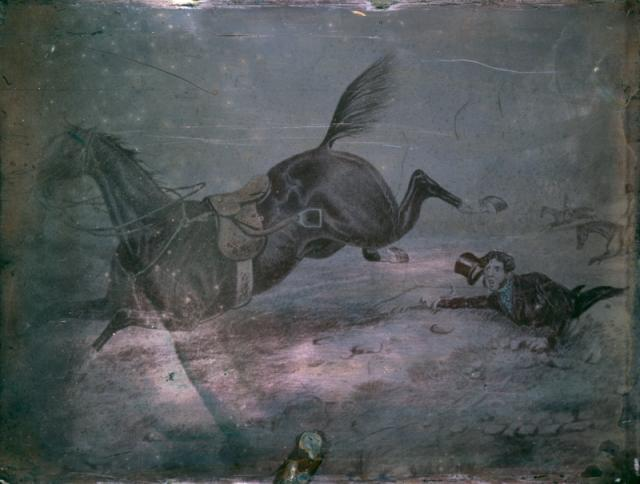
Вершник, що впав з коня (за малюнком або естампом). Між 1850 та 1855 роком